# Six-Fours-les-Plages
Six-Fours-les-Plages là một xã thuộc tỉnh Var trong vùng Provence-Alpes-Côte d’Azur, Pháp. Xã này có diện tích 26,58 km², dân số năm 2006 là 34.325 người. Xã này nằm ở khu vực có độ cao trung bình 234 mét trên mực nước biển.

## Thông tin nhân khẩu
| Năm | 1962  | 1968   | 1975   | 1982   | 1990   | 1999   | 2005   | 2006   |
| --- | ----- | ------ | ------ | ------ | ------ | ------ | ------ | ------ |
| Dân số | 9 057 | 15 118 | 20 090 | 25 526 | 28 957 | 32 742 | 33 700 | 34 325 |
| From the year 1962 on: No double counting—residents of multiple communes (e.g. students and military personnel) are counted only once. |       |        |        |        |        |        |        |        |

Từ năm 1962 trở đi: Không tính hai lần — cư dân của nhiều xã (ví dụ: sinh viên và quân nhân) chỉ được tính một lần.